# 蒋智由
蒋智由（1865年或1866年—1929年），原名國亮，去日本后改名智由、知游，字心齋、观云、性遂、惺斋、性侪、性才，号因明子或因明、願云，浙江诸暨人，中國詩人。蒋尊簋之父。

## 生平
蒋智由就读于杭州紫阳书院。1897年，蒋智由以廪贡生的身份考中京兆乡试举人，之後被授予山东曲阜知县，不過蒋智由沒有前去上任。 1898年，蒋智由去天津，在王文韶開办的天津育才馆中任汉文教习。 蒋智由還與几名学者創辦北学馆，出版了號稱是近代中国第一部百科全书的《时务通考》。
1899年7月，由於北方爆發義和團運動，蒋智由前往上海。1901年，蒋智由在上海与蔡元培、叶瀚等发起成立中国教育会，并参加光复会，担任爱国女学经理。蒋智由又与同乡创办《选报》。1902年冬天留学日本，与梁启超合办《新民丛报》，担任《浙江潮》编辑，后又与梁启超组织政闻社，主编《政论》。他還在《清議報》上發表詩文。鲁迅留日时曾多次拜访蒋智由。1907年7月，徐锡麟、秋瑾被清朝政府處決，在日本的鲁迅等人主张发通电声讨清政府，蒋智由认为应与清政府讲道理。此後鲁迅疏远蒋智由。辛亥革命爆發後蒋智由來上海定居。
蒋智由是“新诗派”运动的代表之一，梁启超認為他与黄遵宪、夏曾佑是“近世诗界三杰”。蒋智由的文章有《中国兴亡问题论》、《极东问题之满洲问题》、《中国人种考》、《华严阁杂谈》等作品。蒋智由的文集和詩集有《居东集》、《蒋观云先生遗诗》、《蒋智由诗钞》。